# Energia związana
Energia związana – część energii całkowitej układu termodynamicznego, która nie może być zamieniona na pracę w procesie izotermicznym; równa jest iloczynowi TS (T – temperatura bezwzględna, S – entropia).